# 菴連也
菴 連也（いほり れんや、2000年12月10日 - ）は、福井県出身のグラフィッククリエイター。福井県立福井特別支援学校卒。福井県坂井市在住、血液型はO型。

## 経歴
2000年12月10日福井県坂井市で産まれる。生後間もなくから発熱、嘔吐、関節痛を患い、入退院を繰り返すようになる。
8歳のときに、遺伝子変異が原因の高IgD症候群と診断。
3歳ごろから病院の食事表の裏など絵を描くように。。10歳ごろから絵の執筆に本格的に取り組むようになり、福井県内や東京(南青山スペース・ユイ）、京都で個展を開く。また、作品は企業の環境報告書の表紙、企業パンフレット、企業ポスターなどに採用されている。『NNNドキュメント』では2012年9月23日に菴を採り上げた「いっぱい走りたい 2000万人に1人のボク」（制作:福井放送）を放送した。2013年には『24時間テレビ 「愛は地球を救う」』に出演し、アニメーション作家の伊藤有壱と共同でクレイアニメを制作した。
2017年には画文集『ロボブーマー』を風濤社から刊行する。
同年11月、坂井市内のショッピングセンターで出版発表会を開催。
2019年には菴を題材にした創作劇『みんなを笑顔に～2000万人に一人の難病少年』がアマチュア劇団の「福井劇の会」によって公演された。
高校卒業後にオレンジホームケアクリニックに就職するものの、新型コロナウイルスの影響でリモートワークとなり、退職する。
2021年11月28日に『NNNドキュメント』日テレ枠で「拝啓 連也様 マスク越しの闘病20年」（福井放送制作）が放映された。
2022年10月、坂井市内の企業に再就職した。

## 書籍
- ロボブーマー（風濤社）2017年10月出版。